# Amiral Tréhouart (cuirassé)
Pour l’article homonyme, voir Tréhouart.
L'Amiral Tréhouart est un cuirassé garde-côtes construit pour la Marine française à la fin du XIXe siècle. Un des deux cuirassés de la classe Bouvines, il est lancé en 1893 et mis en service en 1896. Il est rayé des listes en 1920 sans avoir participé aux combats de la Première Guerre mondiale.
Il est nommé d'après l'amiral de France François Thomas Tréhouart.  

## Conception
Avec la classe Valmy, la classe Bouvines marque un retour des cuirassés dits « garde-côtes ». Ils ont l'aspect de petits cuirassés, et leur taille se rapproche de celle des cuirassés de 2e rang. Le Bouvines (lancé en 1892) et l'Amiral Tréhouart ont un armement principal constitué de deux canons de 305 mm modèle 1887 : une tourelle à l'avant, une autre à l'arrière. Ils disposent de plus de huit canons de 100 mm modèle 1892 à tir rapide. Longs de 89,38 mètres et larges de 17,78 mètres, ils peuvent atteindre une vitesse de 17 nœuds (31,5 kilomètres par heure) grâce à leurs deux machines horizontales à triple expansion, alimentées par 16 chaudières d'Allest-Lagrafel. Leur tirant d'eau de 7,30 m est quant à lui considéré comme excessif pour l'usage auquel ces navires sont destinés.

## Histoire
La construction du cuirassé Amiral Tréhouart commence à l'arsenal de Lorient en octobre 1890. Il est lancé en mai 1893 puis entre en service en mai 1896.
Il est nommé d'après François Thomas Tréhouart (1798-1873), amiral de France (plus haute dignité dans la marine française, équivalent du maréchalat dans l'armée et dernier marin français à avoir été honoré de cette distinction).
À partir de 1914, l'Amiral Tréhouart sert de navire-base pour sous-marins à Cherbourg et ne participe pas aux opérations navales de la Première Guerre mondiale. Il est finalement rayé des listes puis vendu en 1920, avant d'être démoli en 1922.